# Accès à Internet
Ne doit pas être confondu avec Utilisation d'Internet ou Usage de l'Internet.

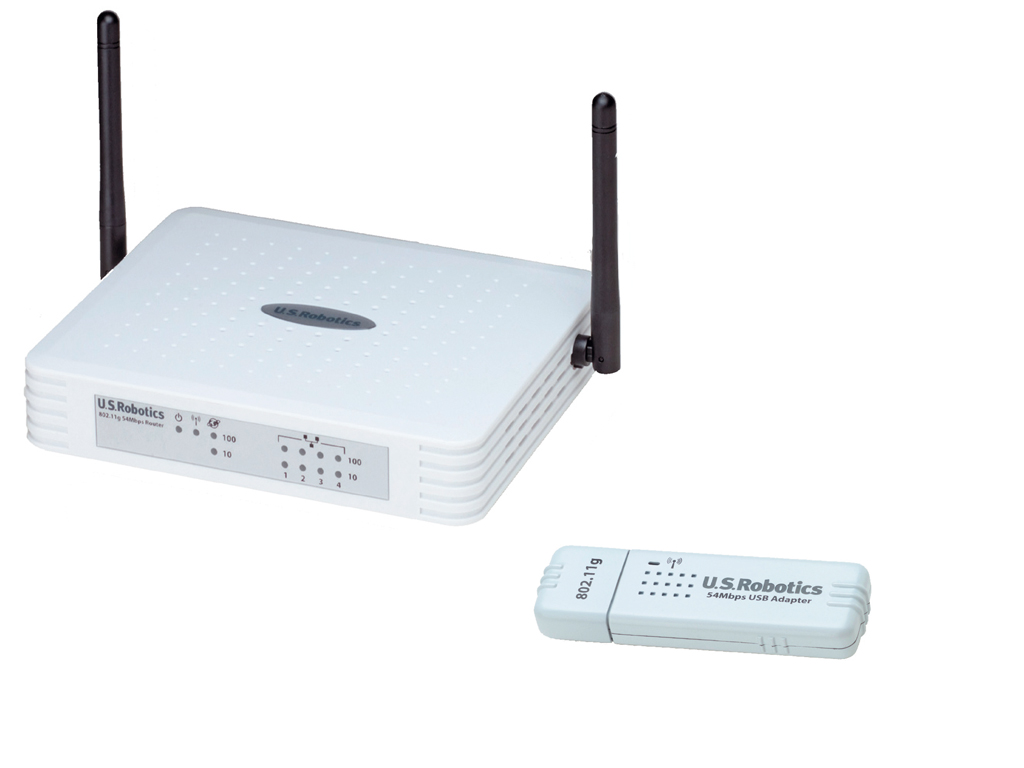
Routeur Wi-Fi avec sa clé USB.

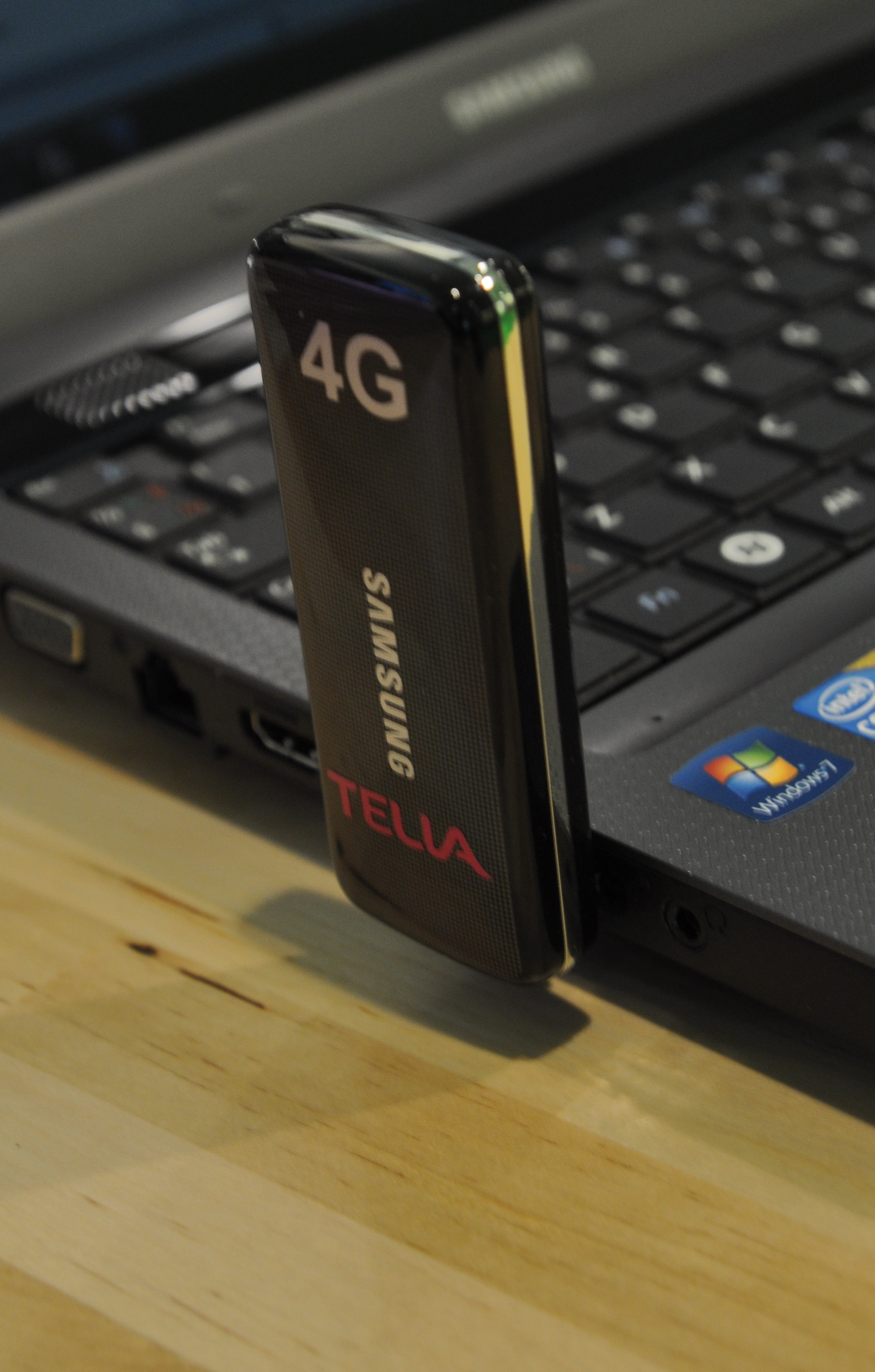
Routeur 4G de la marque Samsung sur un ordinateur portable.

L'accès à Internet est l'ensemble des moyens mis à la disposition d'un particulier ou d'une petite entreprise (dans le cadre de cet article) pour accéder à Internet. Les organismes commercialisant ces offres de service sont appelés fournisseurs d'accès à Internet.
Les technologies de raccordement des abonnés ont beaucoup évolué depuis les années 1970 avec des raccordements filaires (réseau téléphonique commuté, ADSL, VDSL2, fibre optique), sans fil (Wi-Fi, WiMAX), via un réseau de téléphonie mobile (GSM/EDGE, 3G/UMTS, 3G+ ou LTE, 4G, 4G+, 5G) ou par satellite.

## Historique

### Historique aux États-Unis
C'est à la fin des années 1980 que les premières entreprises fournisseur d'accès sont créées. Des entreprises comme PSINet, UUNET, Netcom (en), et Portal Software (en) voient le jour afin d'offrir une assistance aux réseaux de recherche régionaux et de fournir au particulier des accès au réseau, courriels et nouvelles Usenet. Le premier fournisseur d'accès à Internet par le réseau téléphonique, The World, ouvre en 1989.
En 1990, l'ARPANET est dépassé et remplacé par des techniques plus récentes, ainsi le projet correspondant prend fin. En 1994, le NSFNet, renommé Advanced Network and Services (en) (ANSNET) pour Réseaux avancés et services, qui permettait l'accès aux organisations à but non lucratif, perd sa place d'épine dorsale d’Internet. Les institutions gouvernementales et les fournisseurs créent leurs propres épines dorsales et liaisons. Les points d'accès régionaux au réseau (Network access point (en) ou NAP en anglais) deviennent les liens principaux entre les nombreux réseaux et la dernière restriction commerciale tombe.
La NSF arrête le financement de NSFNET. La plus grande partie de l'infrastructure appartient maintenant à des opérateurs commerciaux. Plus de 50 % des réseaux sont extérieurs aux États-Unis.

### Histoire de l'internet grand public en France

#### XXesiècle
Accessible initialement à un nombre réduit d'utilisateurs dans un petit nombre d'entreprises et d'Universités, l'utilisation d'Internet par le grand public commence en 1994, et se démocratise au début du XXIe siècle avec l'apparition de l'ADSL.
En 1992, presque simultanément, French Data Network et Altern (par l'intermédiaire du service minitel 3616 ALTERN) permet au grand public de se connecter au réseau Internet. L'accès au World Wide Web n'existe pas encore et les services offerts comprennent le courrier électronique, les news par le réseau Usenet, l’accès à de nombreuses archives de logiciels et de documentation, et l’accès aux machines du réseau Internet.
Le premier véritable fournisseur d'accès grand public est FranceNet, qui ouvre ses portes le 8 juin 1994. FranceNet est fondé par Rafi Haladjian.
Vient ensuite WorldNet, créé en février 1994 par Sebastien Socchard et Xavier Niel, qui cofonde ensuite le fournisseur d'accès à Internet Free, fin juin 1994.
Suivent dans l'ordre Calvacom, Internet Way et Imaginet.
AOL a un grand succès entre 1996 et 2000, grâce à ses CD distribués gratuitement et massivement, puis grâce à des prix intéressants sur le bas débit.
1995 : La Lyonnaise Câble annonce Internet sur le câble à Paris pour l'été. L'exploitant technique (France Télécom) n'est pas du même avis.
1997 : L'Autorité de régulation des communications électroniques et des postes (abrégé en ARCEP) est une autorité administrative indépendante chargée depuis le 5 janvier 1997 de réguler les télécommunications et le secteur postal en France. Cette autorité avait pour nom Autorité de régulation des télécommunications (abrégé en ART) avant le 21 mai 2005, c'est-à-dire la date d'entrée en vigueur de la loi de régulation des activités postales.
1998 : Internet sur le câble commercialisé à Paris (après plusieurs autres villes).
1999 : arrivée de l'ADSL, concurrent du câble.

#### Années 2000
En France, la commercialisation des premiers forfaits permettant l'accès à Internet à l'aide d'un réseau mobile UMTS démarre fin 2004, pour les clients d'Orange et de SFR. En 2006, la France compte plus de deux millions de forfaits 3G, l'Europe plus de 38 millions.
En juillet 2011, l'Arcep rend publiques les décisions de règlement des différends qui opposaient France Télécom et Free Infrastructure. Ces deux sociétés demandaient réciproquement à l'ARCEP d'enjoindre certaines modifications de leurs offres d'accès et de mutualisation de leurs réseaux de fibre optique (FttH) en zone très dense, notamment au sujet du « raccordement palier » et des tarifs de la mutualisation.

## Types d'accès
Les premiers accès à Internet grand public étaient des accès fixes, connectant des logements notamment au travers de la ligne téléphonique. Par la suite, avec le développement de la téléphonie mobile, l'accès à Internet a été rendu possible à travers les réseaux de téléphonie mobile basés sur des technologies d'ondes hertziennes UHF.

### Accès filaire

#### Réseau téléphonique commuté
Le réseau téléphonique commuté est le même réseau qui servait aux communications téléphoniques à la fin du XXe siècle, basé sur une paire torsadée de fils en cuivre. L'accès à Internet grâce à ce réseau se fait à l'aide d'un modem téléphonique. La vitesse d'accès à Internet se mesure alors en bauds, les modems téléphoniques les plus récents permettant d'atteindre la vitesse de 56k bauds.
C'est par ce réseau qu'ont été commercialisées, en France, les premières offres internet. Toutefois, en 2011 le nombre d'abonnés bas débit en France a diminué en deçà des abonnés à la fibre optique.

#### RNIS
Un réseau numérique à intégration de services (RNIS, en anglais ISDN pour Integrated Services Digital Network) est un réseau de télécommunications constitué de liaisons numériques autorisant une meilleure qualité et des vitesses pouvant atteindre 2 Mbit/s (accès E1) contre 56 kbit/s pour un modem classique.
Il s'agit d'une technologie en voie de disparition, pour être remplacée par le « Tout IP ». Orange France, par exemple, cessera toute commercialisation en novembre 2019.
On peut voir l'architecture RNIS comme une évolution entièrement numérique des réseaux téléphoniques plus anciens, conçue pour associer la voix, les données, la vidéo et toute autre application ou service. RNIS s'oppose donc au réseau téléphonique commuté (RTC) traditionnel ; elle a été standardisée à la fin des années 1980 par le CCITT[1].

#### ADSL
L'accès à Internet par technologie ADSL ou VDSL se fait à travers la boucle locale téléphonique fixe, mais utilise une autre bande de fréquences que le RTC ou le RNIS. Les débits atteints avec cette technologie sont de l'ordre de plusieurs Mbit/s.
En France en 2011, l'accès à Internet par ADSL est le principal mode d'accès au haut-débit. 21,5 millions de foyers et entreprises, un million d'abonnés au haut-débit sont connectés au travers de technologies alternatives dont le câble

#### Fibre optique
L'accès à Internet par fibre optique permet de fournir du haut débit aux abonnés.
Plusieurs technologies de raccordement sont disponibles :
- la fibre optique jusqu’au domicile, solution qui permet d’atteindre 10 Gbit/s mais qui nécessite l’installation d’une terminaison optique chez chaque abonné et s’avère donc très coûteuse ;
- la fibre optique jusqu’à l’immeuble, avec une terminaison VDSL2 ou G.fast sur le branchement cuivre existant et qui permet d’atteindre jusqu’à 500 Mbit/s ;
- la fibre optique jusqu’au sous-répartiteur, avec une terminaison VDSL2 sur la distribution cuivre existante et qui permet d’atteindre 100 Mbit/s.

### Accès sans fil
L'accès mobile ne connecte pas le domicile d'une personne par un câble. Il est basé sur des ondes transmises dans l'atmosphère via des antennes relais. Elle repose donc sur la signature d'un contrat avec un opérateur de réseau mobile et la couverture de la zone géographique concernée par un réseau mobile.
Les bandes de fréquences utilisées sont attribuées par des autorités nationales (l'Arcep en France).

#### WAP
Le protocole WAP (en anglais : Wireless Application Protocol) est un protocole de communication lié à la norme GSM et apparu à la fin des années 1990, qui permet un accès limité à Internet à partir d'un appareil de transmission sans fil, comme un téléphone portable GSM ou un assistant personnel.
Il redéfinit le protocole HTTP, le format des données HTML-images et l'interactivité obtenue par le langage JavaScript pour le monde des périphériques ayant un écran de taille réduite, un processeur de faible puissance et une autonomie limitée (téléphones mobiles).
Depuis le début des années 2010 ce protocole est dépassé et abandonné par la plupart des opérateurs mobiles.

#### UMTS
L'UMTS dans ses dernières versions HSPA+ « Dual Cell » (2012) permet théoriquement des débits de transfert descendants de 14 à 42 Mbit/s, alors que fin 2004 les débits UMTS offerts par les opérateurs dépassaient rarement 384 kb/s. Néanmoins, cette vitesse était nettement supérieure au débit de base du WAP GSM qui est de 9,6 kb/s. L'UMTS permet (contrairement au WAP), avec un smartphone ou une tablette tactile, un accès à Internet en utilisant les protocoles standards HTTP et HTTPS.
Le débit varie suivant le lieu d'utilisation et la vitesse de déplacement de l'utilisateur :
- il est plus faible pour une utilisation mobile (voiture, train, etc. en déplacement rapide) ;
- il est plus élevé pour un utilisateur statique (depuis un point fixe) ;
- il dépend beaucoup du lieu (position dans la cellule radio) et décroit fortement avec le nombre d'abonnés actifs simultanément dans une cellule.

#### LTE

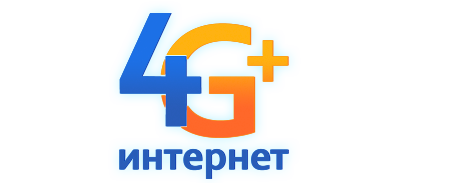
Logo du provider SkyLine

Le LTE (4G) dans ses premières versions (2013/2014) permet des débits théoriques descendants de 50 à 150 Mbit/s, il est en train d’être complété, dans de nombreux réseaux, par le LTE Advanced (4G+) qui apporte des débits plus élevés.

#### 5G
La technologie mobile de 5e génération (5G) qui permet un débit de 10 Gbit/s est envisagée comme solution de raccordement d’abonnés.

## Géographie
L'accès à Internet est plus facile et plus rapide dans les pays riches que dans des pays émergents.
Les accès à Internet commercialisés dans les pays riches sont comparables entre eux. Les prix, et les stratégies nationales (notamment dans le domaine de la régulation) peuvent toutefois varier d'un pays à l'autre.

### Dans le monde
En 2017, on estime que 51 % de la population mondiale a accès à Internet. C'est la première fois dans l'Histoire que plus de la moitié des êtres humains sont des internautes.
En 2019, l'Union internationale des télécommunications estime à 4,1 milliards le nombre d'internautes dans le monde soit 53 % de la population mondiale.

### Belgique
En Belgique, l'accès à Internet est proposé à travers les technologies et les réseaux suivants :
- VDSL2 sur le réseau téléphonique ;
- Eurodocsis sur les réseaux câblés ;
- PON sur les réseaux de fibres optiques partagées ;
- Ethernet sur les réseaux de fibres optiques dédiées.

### Canada
Au Canada, le régulateur est le Conseil de la radiodiffusion et des télécommunications canadiennes CRTC.

### France
En France, le régulateur est l'Arcep.